# BODY MAKES STREAM
〈BODY MAKES STREAM〉(일본어: ボディ·メイクス·ストリ―ム, 한국어: 바디 메이크스 스트림)은 TWO-MIX의 14번째 싱글이다.

## 개요
워너 뮤직 재팬으로 이적한 뒤에 전작〈TRUTH~A Great Detective of Love~〉에 이어 발매한 1999년 첫 싱글이다.
TBS계《슈퍼 축구》의 테마곡이며, 오리콘 차트 최고 순위 17위를 기록하였다. 커플링곡(C/W)은 동시 발매된 타카야마 미루에게 제공한 〈JUSTICE〉의 TWO-MIX 버전이지만 앨범《RHYTHM FORMULA》에 수록된 버전과는 다른 버전이다.
또한, 타이틀곡은 당시 슬럼프로 곡을 쓸 수 없었던 타카야마 미나미를 대신하여 나가노 시이나가 TWO-MIX 내에서는 처음으로 작곡하였다.
이 싱글과 동시 발매한 타카야마 미루의 싱글을 모두 구매한 사람들에게는 특별히 화면 보호기를 담은 CD를 증정하였다.

## 수록곡
1. BODY MAKES STREAM
작사：나가노 시이나，작곡：나가노 시이나，편곡：TWO-MIX
2. JUSTICE -another possibility-
작사：나가노 시이나，작곡：타카야마 미나미，편곡：TWO-MIX
3. BODY MAKES STREAM (Instrumental)

## 수록 작품
- BODY MAKES STREAM (싱글 버전)
  - 7th anniversary BEST
  - Categorhythm

- BODY MAKES STREAM 2002 (앨범 버전)
  - RHYTHM FORMULA

- Body Makes Stream(RED MONSTER TRANCE Mix) (리믹스 버전)
  - BPM "DANCE∞"Ⅱ

- 1ST JUSTICE (앨범 버전)
  - RHYTHM FORMULA
  - 7th anniversary BEST

※앨범『7th anniversary BEST』에는 JUSTICE로 표기되어 있다.

## 같이 보기
- TWO-MIX
- 나가노 시이나
- 타카야마 미나미